# Marta (Italia)
Marta es una localidad y comune italiana de la provincia de Viterbo, región de Lacio, con 3.574 habitantes.

## Evolución demográfica
| Gráfica de evolución demográfica de Marta entre 1861 y 2001 |
|                                                             |
| Fuente ISTAT - elaboración gráfica de Wikipedia             |